# Agrodiaetus acuta
Agrodiaetus acuta är en fjärilsart som beskrevs av Ramon Agenjo Cecilia 1970. Agrodiaetus acuta ingår i släktet Agrodiaetus och familjen juvelvingar. Inga underarter finns listade i Catalogue of Life.